# Hyporhamphus picarti
Hyporhamphus picarti o mezzobecco africano (Valenciennes, 1847) è un pesce osseo marino appartenente alla famiglia Hemiramphidae. 

## Distribuzione e habitat
L'areale di questa specie comprende le regioni tropicali e subtropicali dell'oceano Atlantico orientale tra il Marocco e l'Angola. È presente anche nel mar Mediterraneo orientale tra Israele e il Libano mentre manca nel resto del bacino. La sua presenza nel Mediterraneo è considerata un relitto delle fasi calde del Terziario. Nel Mediterraneo non è comune.
È una specie strettamente costiera che vive appena sotto il pelo dell'acqua, a profondità non superiori a 6 metri. Penetra negli estuari e nelle lagune salmastre.

## Descrizione
Come tutti gli Hemiramphidae ha la mascella inferiore allungata come quelle dell'aguglia comune mentre la superiore è di lunghezza normale e di forma triangolare. Il corpo è slanciato, con ventre e dorso diritti e paralleli (al contrario dell'affine Hemiramphus far, anch'esso immigrato nel Mediterraneo orientale), la pinna dorsale e la pinna anale sono brevi e arretrate, poste appena prima del peduncolo caudale. La pinna dorsale è inserita leggermente più avanti dell'anale. Le pinne ventrali sono inserite posteriormente alla metà del corpo. La pinna caudale è appena forcuta a differenza dell'affine e molto simile specie lessepsiana Hyporhamphus affinis anch'essa diffusa nel Mediterraneo orientale che ha la coda profondamente biloba. Il corpo è coperto di scaglie piuttosto grandi. La livrea è caratterizzata da una stretta fascia argentea sui fianchi, che tuttavia può mancare in alcuni individui.
La taglia massima nota è di 20 cm ma comunemente non supera i 15.

## Biologia

### Comportamento
Gregario, si incontra in banchi, talvolta molto numerosi. Viene attratto dalle luci.

### Alimentazione
Si nutre di alghe e detrito. Anche se è una specie che vive appena sotto il pelo dell'acqua si nutre sul fondo prendendo l'alimento dalla superficie del sedimento.

### Riproduzione
Le uova hanno filamenti adesivi e vengono deposte sulla vegetazione acquatica. 

## Pesca
Di scarsa importanza e limitata ad alcune aree sia nell'Atlantico che nel Mediterraneo. Viene pescato con reti da circuizione o più spesso con sciabiche da spiaggia.

## Conservazione
H. picarti è generalmente una specie abbondante, anche se nel Mediterraneo non è comune, ed è sottoposta a uno sforzo di pesca molto limitato. Per questo la Lista rossa IUCN valuta questa specie come "a rischio minimo".